# 1730
Cette page concerne l'année 1730  du calendrier grégorien. Pour l'année 1730 av. J.-C., voir 1730 av. J.-C.
L'année 1730 est une année commune qui commence un dimanche..

## Événements
- 15 janvier : Ashraf est battu par les troupes de Tahmasp II conduites par Kuli Khan près de Chiraz. Il est tué dans sa fuite et les Afghans Ghilzai sont rejetés hors de Perse[1].
- 8 février : les diamants du Brésil, découvert à Serro Frio, dans la région de Vila Rica en 1729, sont déclarés propriété royale et leur recherche ouverte à tout le monde moyennant le paiement d'une capitation sur les esclaves noirs utilisés[2]. La production est telle que la valeur du diamant baissera de 75 % sur le marché international.

- 17 août - 9 septembre, seconde guerre Fox : Villiers, commandant du fort Saint-Joseph, et Noyelles, commandant du fort Miami, regroupent leurs forces, française et amérindienne, afin d'attaquer et de détruire le principal campement des Renards[3].
- 19 septembre : mort du négus Bacaffa d'Éthiopie[4]. L’impératrice Mentewab cache le décès pendant quelque temps afin d’établir fermement son fils Iyasou II sur le trône (fin en 1755). Régence de Mentewab.

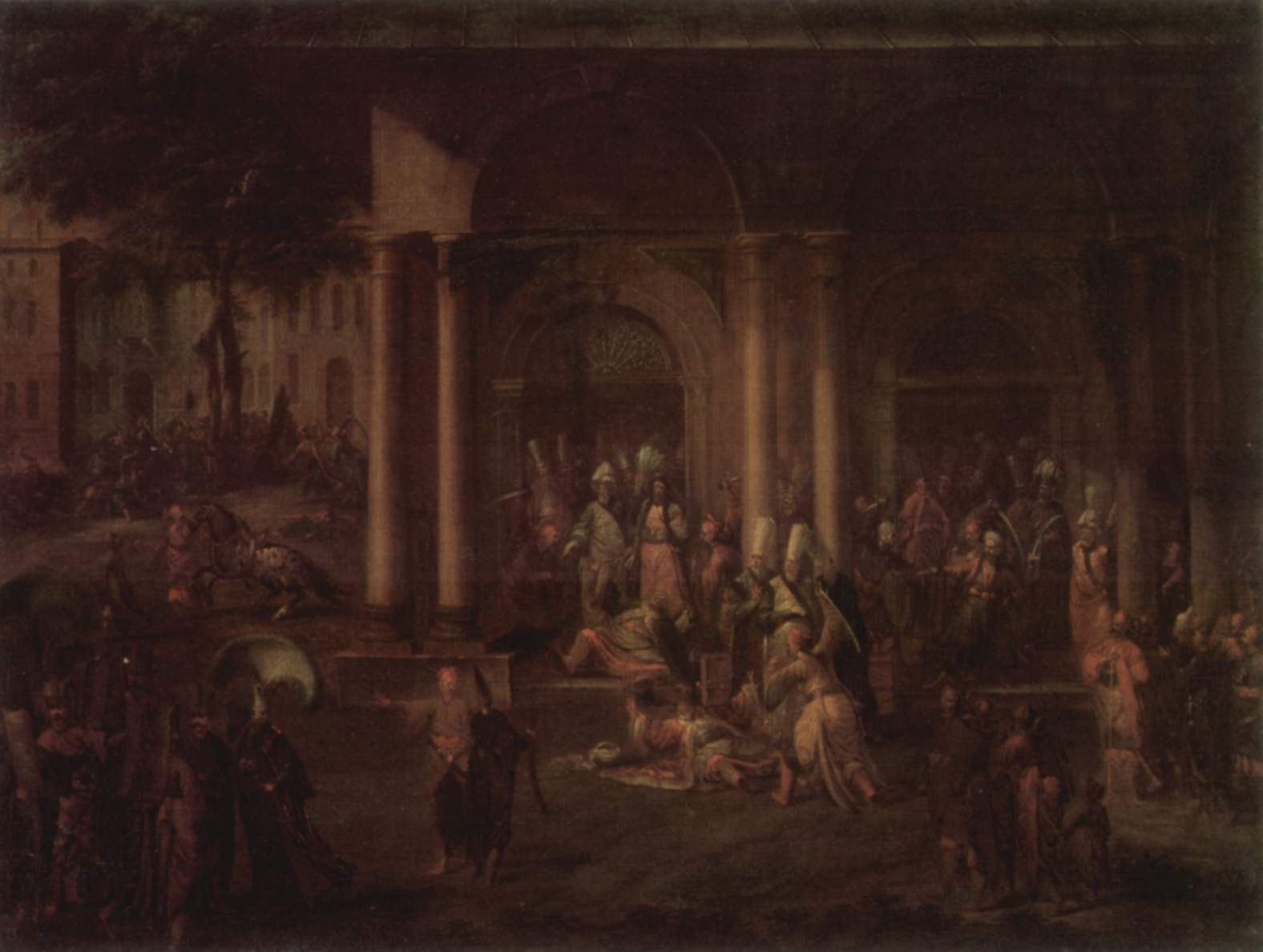
28 septembre- : révolte de Patrona Halil. Fin de l'Ère des tulipes. Toile de Jean-Baptiste van Mour.

- 1er octobre : le sultan ottoman Ahmet III est déposé par le grand vizir Patrona et les janissaires[5]. Il mourra en prison, probablement assassiné. Son neveu Mahmud Ier lui succède.
- 6 octobre : début du sultanat ottoman de Mahmud Ier[5]. Brillant poète, il s’entoure d’hommes de lettres et de musiciens (fin en 1754).

- 30 décembre : tremblement de terre à Hokkaidō au Japon. Il fait 137 000 victimes[6].

### Europe
- 19 - 21 février : Bastia est mise à sac par les révoltés corses[7].
- 12 juillet : début du pontificat de Clément XII (fin le 6 février 1740)[8].

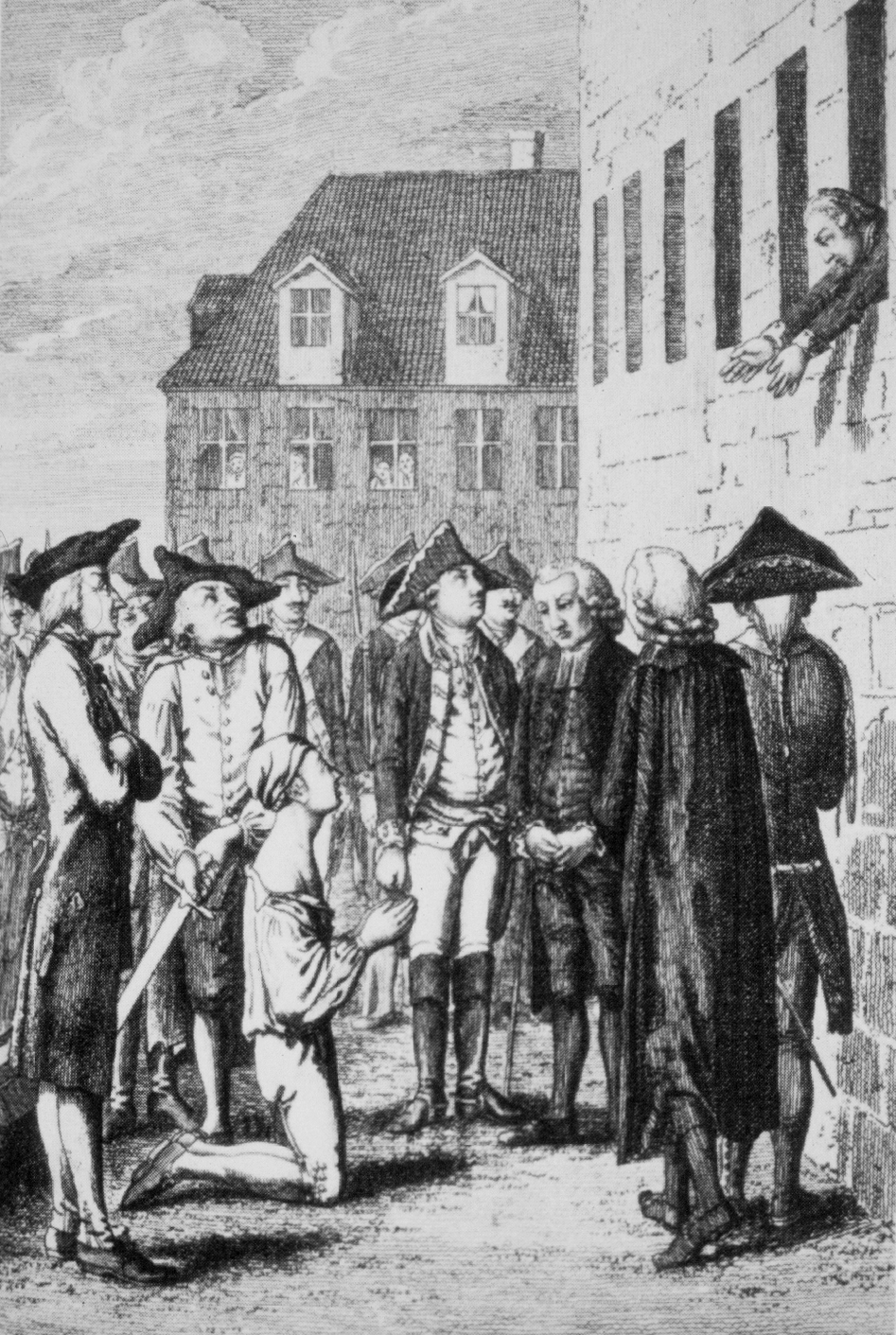
6 novembre : exécution de Katte.

- 5 août : arrestation du prince Frédéric de Prusse et de Hans Hermann von Katte[9].
  - Frédéric-Guillaume Ier de Prusse veut imposer à son fils Frédéric une formation militaire dans les camps. Le prince-héritier ne pouvant supporter cette rude éducation, tente de fuir le royaume avec son ami Hans Hermann von Katte. Rattrapé, il passe en jugement pour désertion. Son père le fait surveiller constamment dans la forteresse de Küstrin tout en lui donnant des fonctions (colonel). Katte est exécuté le 6 novembre.
- 3 septembre : Victor-Amédée II de Savoie abdique en faveur de son fils. Il sera emprisonné ensuite à la suite d’une tentative pour reprendre le pouvoir (28-29 septembre). Charles Emmanuel III (1701-1773) devient duc de Savoie et roi de Sardaigne[10].
- 14 septembre : mort du hospodar de Valachie Nicolas Mavrocordato ; son neveu Constantin lui succède mais doit céder la place à Mihai Racoviță le 17 octobre[5].

- 12 octobre : début du règne de Christian VI (1699-1746) roi de Danemark et de Norvège[11]. Christian VI et la reine Sophie-Madeleine de Brandebourg-Culmbach, germanophiles, vendent des domaines de la couronne à une nouvelle noblesse issue de gentilshommes allemands et à la bourgeoisie.
- 5 novembre (25 octobre du calendrier julien) : Inocențiu Micu-Klein devient évêque uniate de Făgăraş en Transylvanie (1730-1744)[12]. Il multiple les mémoires à la diète de Transylvanie et à Vienne pour renforcer l’uniatisme et pour obtenir dans la vie publique une participation égale des Roumains à celles des autres « Nations ». La Diète s’oppose à toute création d’une quatrième nation. L’évêque devra renoncer à son siège et il mourra en exil en Italie.
- 22 décembre : la Corse déclare son indépendance a la consulte de Saint-Pancrate[7].

#### Russie

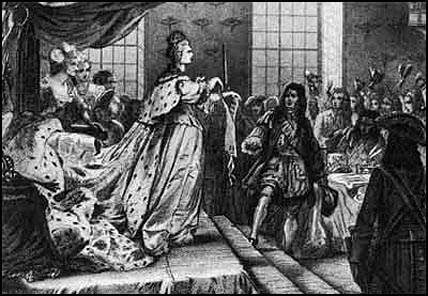
8 mars : Anna Ivanovna déchire les conditions de Mitau. À la mort du tsar, D.M. Galitzine aide Anna, fille d’Ivan V, à monter sur le trône. Comme il cherchait à restreindre son pouvoir pour établir une oligarchie nobiliaire (« conditions de Mitau »), il est emprisonné sous la pression du Sénat et de la garde impériale dans la forteresse de Schlüsselbourg. Anna, veuve du duc de Courlande, attire à sa cour ses favoris prussiens (Biron).

- 30 janvier (19 janvier du calendrier julien) : mort du tsar Pierre II de Russie. Début du règne de Anna Ivanovna, impératrice de Russie (fin le 29 octobre 1740)[13].

- 5 février : Anna Ivanovna reçoit à Mitau la nouvelle de la mort du tsar[14]. Elle signe une convention qui réduit considérablement son pouvoir au profit du Conseil suprême privé[15].

- 8 mars, Moscou (25 février du calendrier julien[15]) : Anna Ivanovna appuyé par l’aristocratie, déchire la convention de Mitau, supprime le Conseil suprême privé et rétablit le Sénat dans ses pouvoirs[14].
- 17 mars : manifeste d’Anne ordonnant au clergé de respecter les pratiques du rituel et condamnant les tendances réformatrices[16].
- 9 mai (28 avril du calendrier julien[15]) : couronnement de l’impératrice Anne Ire de Russie à la cathédrale de la Dormition de Moscou[14].
- 14 avril : les Dolgorouki sont écartés du pouvoir[17].

- Création d’un bureau des haras[18].

## Naissances en 1730
- 15 janvier ; Mauro Antonio Tesi, peintre italien († 18 juillet 1766).
- 21 janvier : Benjamin Carrard, ministre protestant et naturaliste suisse († 22 octobre 1789).
- 6 février : Januarius Zick, peintre allemand († 14 novembre 1797).
- 2 mars : Michel Cabieu, militaire français († 5 novembre 1804).
- 11 avril : Josef Kramolin, frère jésuite et peintre bohémien († 2 mai 1802).
- 22 mai : Jean-Rodolphe Sinner de Ballaigues, écrivain et bibliothécaire suisse († 12 février 1787).
- 26 juin : Charles Messier, astronome français († 12 avril 1817).
- 12 juillet : Josiah Wedgwood, céramiste britannique († 3 janvier 1795).
- 22 juillet : Daniel Carroll, homme politique américain († 4 mai 1796).
- 30 août : Philippe-Louis de France, duc d'Anjou, fils de Louis XV († 7 avril 1733).

- 2 novembre : Giovanni Battista Casanova, peintre et historien d'art italien († 8 décembre 1798).
- 8 décembre : Jan Ingenhousz, médecin et botaniste britannique d'origine néerlandaise († 7 septembre 1799).
- 30 décembre : William Hamilton, diplomate, antiquaire, archéologue et volcanologue britannique († 6 avril 1803).

- Date précise inconnue :
  - Gabriele Bella, peintre védutiste italien de l'école vénitienne († 1799).
  - Bi Yuan, savant, historien et personnalité politique de la dynastie Qing, en Chine († juillet 1797).
  - Agostino Brunias, peintre italien († 2 avril 1796).
  - Niccolò Carissa, peintre rococo italien de l'école napolitaine († ?).
  - Jean-Faur Courrège, peintre français († 13 mai 1806).
  - Josep Duran, compositeur d'opéra et de musique religieuse espagnol († 24 janvier 1802).
  - Gaetano Mercurio, peintre italien († 1790).
  - Sebastiano Lo Monaco, peintre italien († vers 1775).

## Décès en 1730
- 7 janvier : Árni Magnússon, savant islandais (° 13 novembre 1666).
- 21 janvier : Marco Ricci, graveur et peintre italien de vedute (° 5 juin 1676).
- 30 janvier : Pierre II de Russie (° 23 octobre 1715).

- 1er février : Giuseppe Lanzoni, médecin et antiquaire italien (° 26 octobre 1663).
- 12 février :  Luca Carlevarijs, architecte, mathématicien, graveur et peintre baroque italien (° 20 janvier 1663).
- 21 février : Benoît XIII, pape italien (° 2 février 1649).

- 15 mai : Marcantonio Chiarini, architecte et peintre baroque italien (° 1652).

- 7 juillet : Olivier Levasseur, dit "La Buse", grand pirate français (° 1690).

- 3 septembre : Mme de Fontaines, femme de lettres française (° 1660).
- 30 septembre : Michel-Ange Houasse, peintre baroque français (° 1680).

- 15 octobre : Antoine Laumet, explorateur français, fondateur de Détroit, États-Unis (° 1658).
- 30 octobre : Antonio Cifrondi, peintre italien (° 11 juin 1656).

- 1er novembre : Luigi Ferdinando Marsigli, géographe et naturaliste italien (° 10 juillet 1658).
- 4 novembre : Pierre de Saint-Yves, peintre français (° 3 mai 1660).
- 10 novembre : Gregorio Lazzarini, peintre baroque italien (° 1655).
- 21 novembre : François de Troy,  peintre portraitiste français (° 1645).

- 18 décembre : Sébastien de Brossard, compositeur et théoricien français (° 12 septembre 1655).

- Date précise inconnue :
  - Giovanni Paolo Castelli, peintre italien (° 1659).
  - Leonardo de Figueroa, architecte espagnol (° vers 1650).